# ناحية زيلكان
ناحية الفاروق أو ناحية زيلكان هي ناحية عراقية في جنوب قضاء الشيخان في محافظة نينوى، أُسست في 1 كانون الثاني سنة 1997، مركزها قرية زيلكان، مساحتها 581.43 كيلومتراً مربعاً، وعدد سكانها 16227 ساكناً في سنة 2013، وعلى بعد 5 كلم وتتكون من 24 قرية. والنسبة الأكبر من السكان هم من المسلمين والايزدية ويوجد فيها العديد من المناطق الأثرية منها: کري کومل، في قرية زيلكان وتل زیت.

## بلدية الفاروق وحدودها
في 1 كانون الثاني سنة 1998 استحدث بلدية لناحية الفاروق، وذُكر أن حدود البلدية هي:
- شرقًا: تبدأ من النقطة (أ) وتتجه نحو الشرق مسافة (800م) إلى النقطة (ب) ثم إلى النقطة (ج) مسافة (300م) ثم مسافة (550م) إلى النقطة (د) ثم مسافة (280م) إلى النقطة (هـ) ثم مسافة (75م) إلى النقطة (و) مسافة (300م) إلى النقطة (ز) ضمن القطعة (أ) م7 زليكان .
- جنوبًا: تبدأ من النقطة (ز) وتتجه نحو الجنوب مسافة (300م) إلى النقطة (ح) ثم مسافة (500م) إلى النقطة (ى) ضمن القطعة (أ) مقاطعة 7 زليكان .
- غربًا: تبدأ من النقطة (ى) وتتجه نحو الغرب مسافة (1100م) إلى النقطة (ف) ثم مسافة (70م) إلى النقطة (م) ثم مسافة (850م) إلى النقطة (ن) ضمن القطعة (أ) مقاطعة 7 زليكان .
- شمالاً: تبدأ من النقطة (ن) وتتجه نحو الشمال مسافة (600م) إلى النقطة (أ) ضمن القطعة (أ) مقاطعة 7 زليكان.